# Літак президента
«Літак президента» (англ. Air Force One) — американський бойовик 1997 року.

## Сюжет
Президент США Джеймс Маршалл повертається після візиту з Росії. Несподівано з'ясовується, що на борту літака виявляється група російських терористів. Вони захоплюють пасажирів і вимагають, щоб звільнили заарештованого генерала Радека. Терористи думають, що президент евакуювався в спеціальній капсулі, але насправді він залишився в літаку, щоб звільнити свою сім'ю.

## У ролях
| Актор             | Роль                         |
| ----------------- | ---------------------------- |
| Гаррісон Форд     | президент Джеймс Маршалл     |
| Гері Олдман       | Іван Коршунов                |
| Гленн Клоуз       | віце-президент Кетрін Беннет |
| Венді Крюсон      | Грейс Маршалл                |
| Лізель Метьюз     | Аліса Маршалл                |
| Пол Гилфойл       | начальник штабу Ллойд Шеперд |
| Ксандер Берклі    | агент Гіббс                  |
| Вільям Мейсі      | майор Колдуелл               |
| Дін Стоквелл      | секретар оборони Волтер Дін  |
| Том Еверетт       | АНБ радник Джек Доерті       |
| Юрген Прохнов     | генерал Радек                |
| Донна Баллок      | прес-секретар Мелані Мітчелл |
| Майкл Рей Міллер  | пілот полковник Аксельрод    |
| Карл Вентрауб     | пілот підполковник Інграмс   |
| Елестер Летем     | навігатор                    |
| Ілля Баскін       | Андрій Колчак                |
| Леван Учанейшвілі | Сергій Ленський              |
| Давид Вадим       | Ігор Невський                |
| Ендрю Дівофф      | Борис Базилев                |
| Ілля Волох        | Володимир Красін             |
| Ден Шор           | помічник Нотр-Дам            |
| Олег Тактаров     | тюремник 2                   |